# BuyTigers.com
BuyTigers.com là một trang web châm biếm tuyên bố bán hổ trực tuyến và vận chuyển chúng trên toàn thế giới. Sau khi bị PETA khiếu nại, tác giả tiết lộ trang web này chỉ là trò lừa bịp mà thôi.

## Lịch sử
BuyTigers.com do Aldo Tripiciano, một quản trị viên trang web người Ý và chuyên gia tối ưu hóa công cụ tìm kiếm (SEO) thiết kế. Ngày 5 tháng 3 năm 2006, phiên bản đầu tiên của trang BuyTigers.com được Tripiciano xuất bản trên một máy chủ web riêng. Được quảng bá bởi Tripiciano, trang web ngày càng trở nên phổ biến và thu hút nhiều tranh cãi từ các nhà hoạt động vì quyền động vật có liên quan. Tháng 9 năm 2008, PETA đã kiến nghị với Chính phủ Ấn Độ và Guardia di Finanza của Ý. Sau cuộc điều tra, Tripiciano đã đăng lời tuyên bố từ chối trách nhiệm công khai tiết lộ trang web chỉ là trò lừa bịp. Sau vụ thả động vật kỳ lạ ở Ohio năm 2011, trang web này đã nhận được sự quan tâm nhiều hơn của giới truyền thông. Hiện nay trang web này đang chuyển trực tiếp đến một trang trống.

## Trang web
BuyTigers.com bao gồm một trang web duy nhất với hình ảnh của những con hổ non, được trình bày giống như những ví dụ thực tế về các loài động vật bị rao bán. Trang này tuyên bố rằng những con hổ, mặc dù là những kẻ săn mồi mạnh mẽ và nguy hiểm, nhưng đã được huấn luyện để trở thành vật nuôi yêu thương, trung thành và "hoàn toàn vô hại". Trang web cũng tuyên bố đã vận chuyển hổ trên toàn thế giới từ năm 1984. Một "gói hổ", được chào bán với giá 13.400 đô la Mỹ, bao gồm một con hổ cái 5 tháng tuổi, một chiếc vòng cổ bằng ngà voi, đồ chơi cho hổ và khóa hướng dẫn huấn luyện hổ.
Trang web được mạng phát thanh Heart bình chọn là một trong những trò lừa bịp trên Internet hay nhất mọi thời đại.